# Xdebug
Xdebug는 디버깅과 프로파일링 기능을 제공하는 PHP 확장이다. DBGp 디버깅 프로토콜을 사용한다.
Xdebug가 제공할 수 있는 디버그 정보는 다음을 포함한다:
- 오류 메시지 내 스택 및 함수 트레이스
- 메모리 할당
- 무한 반복 보호

Xdebug는 그 외에 다음을 제공한다:
- PHP 스크립트의 프로파일링 정보
- 코드 커버리지 분석
- 디버거 프론트엔드와 상호작용적으로 스크립트를 디버깅하는 기능

Xdebug는 PECL을 통해 다운로드할 수도 있다.

## 같이 보기
- 디버거
- 동적 프로그램 분석
- 프로파일링 (컴퓨터 프로그래밍)
- 프로그램 최적화